# Pierre Boullier
Pour les articles homonymes, voir Boullier.
Pierre Boullier est un chercheur français en informatique.
Il est directeur de recherche à l'INRIA, spécialiste des langages formels et des technologies d'analyse syntaxique pour la compilation et le traitement automatique du langage naturel. Il est docteur ès sciences. Son doctorat d'État, obtenu en 1984, est intitulé Contribution à la construction automatique d'analyseurs lexicographiques et syntaxiques.

## Biographie
Après une formation d'ingénieur en informatique à Supélec (promotion 1967), il effectue son service militaire au sein du centre Cœlacanthe, centre de calculs et d'essais de la Marine nationale. Il rejoint ensuite l'INRIA, alors IRIA. Après quelques années dans le domaine des langages graphiques, il se concentre sur les problématiques liées aux langages de programmation. Il est membre puis responsable d'équipe dans le projet de recherche DELTA, devenu Langages et Traducteurs, puis Oscar. Il mène des recherches dans le domaine de la compilation et des langages formels, en particulier pour l'analyse lexicale et syntaxique de langages de programmation avec techniques de rattrapage d'erreur avancées,. C'est dans ce contexte qu'il développe et met en œuvre le système SYNTAX, générateur d'analyseurs lexicaux et syntaxiques efficaces pour diverses classes de grammaires non-contextuelles et contextuelles, qui est utilisé aujourd'hui dans les domaines de la compilation et du traitement automatique des langues.
Il prend part en 1997 à la création du projet de recherche Atoll, dont l'objectif est le développement d'outils logiciels pour le traitement automatique des langues. Depuis 2007, il fait partie du  projet Alpage, équipe commune avec des membres de l'UFR de linguistique de l'Université Paris 7. Ses travaux récents se concentrent ainsi sur le développement de formalismes, d'algorithmes et d'outils pour le traitement automatique des langues. Ils concernent entre autres :
- l'analyse non-déterministe efficace avec des grammaires non contextuelles (en particulier à l'aide de techniques de guidage[8]), et le calcul d'attributs sur les forêts partagées d'analyse obtenues (analyse pour le formalisme LFG[9]).
- les formalismes contextuels polynomiaux, comme les Grammaires Linéaires Indexées (LIG)[10] ou les Grammaires d'arbres adjoints (TAG), ainsi que les technologies d'analyse syntaxique associées. C'est toutefois son travail sur les Grammaires à Concaténation d'Intervalle (RCG, Range concatenation grammars (en))[11], leurs propriétés formelles et les algorithmes d'analyse syntaxique associés qui constituent sa contribution la plus importante sur ces sujets et ont été utilisés et étendus par différentes équipes travaillant sur les grammaires formelles et l'analyse syntaxique des langues.

Pierre Boullier est également l'un des traducteurs de la première édition française du Dragon book, livre de référence dans le domaine de la compilation.